# Tervajoki (vattendrag i Finland, Kajanaland, lat 64,53, long 28,35)
Tervajoki är ett vattendrag i Finland.   Det ligger i landskapet Kajanaland, i den centrala delen av landet, 500 km norr om huvudstaden Helsingfors.